# Kolanukonda
Kolanukonda är en ort i Indien.   Den ligger i distriktet Guntūr och delstaten Andhra Pradesh, i den södra delen av landet, 1 400 km söder om huvudstaden New Delhi. Kolanukonda ligger 24 meter över havet och antalet invånare är 1 947.
Terrängen runt Kolanukonda är platt. Runt Kolanukonda är det tätbefolkat, med 511 invånare per kvadratkilometer. Närmaste större samhälle är Vijayawada, 7,1 km nordost om Kolanukonda. Trakten runt Kolanukonda består till största delen av jordbruksmark.